# Milan Milošević
Pour les articles homonymes, voir Milošević.
Milan Milošević, né le 26 septembre 1985, à Bileća, dans la République socialiste de Bosnie-Herzégovine, est un joueur bosnien de basket-ball. Il évolue au poste d'ailier ou ailier fort. 

## Palmarès
- Championnat du Monténégro :
  - Champion : 2012.
- Coupe du Monténégro :
  - Champion : 2012.
- Coupe de Bosnie-Herzégovine :
  - Champion : 2010.